# Megaporus ruficeps
Megaporus ruficeps är en skalbaggsart som först beskrevs av Sharp 1882.  Megaporus ruficeps ingår i släktet Megaporus och familjen dykare. Inga underarter finns listade i Catalogue of Life.